# Isabelle Blanc
Isabelle Blanc, née le 25 juillet 1975 à Nîmes, est une snowboardeuse française, spécialiste du slalom parallèle. 

## Biographie
Ses parents sont originaires de Lozère (La Bastide-Puylaurent, Langogne).

### Carrière sportive
Après des débuts dans le ski alpin elle en compétition au club de l'Alpe d'Huez, elle va en ski-étude à Villard de Lans, en parallèle elle commence le snowboard (à15 ans). À l'âge de 17 (junior en ski) elle fait partie des 6 meilleures françaises en slalom, mais elle décide d'arrêter le ski pour se consacrer uniquement au Snowboard et elle devient la première championne du monde junior de l'histoire en janvier 1994 à Rogla en Slovénie.
Le snowboard devient sport olympique en 1998. Elle participe donc aux Jeux olympiques d'hiver en 1998 à Nagano, où elle est largement en tête sur les temps intermédiaires lorsqu'elle chute sur la dernière porte. Elle continue sur sa lancée et obtient un premier titre de championne du monde l'année suivante puis gagne la coupe du monde en 2000. Après plusieurs victoires en coupe du monde, Isabelle blanc remporte le titre olympique en 2002 à Salt Lake City, opposée en finale à Karine Ruby (qui avait remporté la médaille d’or à Nagano) qu'elle désigne comme sa « meilleure rivale ». Elles sont souvent en confrontation en finales de championnats, coupes du monde, coupes de France, et dominent à elles deux le snowboard féminin durant plusieurs années. 
En 2006 sa carrière prend fin aux Jeux olympiques de Turin, après une épreuve de qualifications réussie, elle passe en finale, où elle chute et termine 14e. Elle prend sa retraite sportive après 15 ans de haut niveau. Isabelle Blanc aura dans sa carrière obtenu des titres à tous les niveaux : championne de France, d'Europe, du monde et enfin championne olympique. 

### Reconversions
Elle se forme aux nouveaux médias et plus précisément aux métiers de l'audiovisuel[réf. nécessaire].
En parallèle elle se présente comme suppléante aux élections législatives de 2007 dans la Quatrième circonscription de l'Isère sous les couleurs de l'UMP, puis en 2008 aux élections municipales de l’Alpe d’Huez. Élue au conseil municipal, elle y occupe les fonctions d’adjointe aux sports et à la communication.

## Palmarès

### Jeux olympiques d'hiver
- Jeux olympiques de 2002 à Salt Lake City ( États-Unis) :
  -  Médaille d'or en slalom géant parallèle.

### Championnats du monde de snowboard
- Championnats du monde de 1999 à Berchtesgaden ( Allemagne) :
  -  Médaille d'or en slalom géant parallèle.
  -  Médaille d'argent en slalom parallèle.
- Championnats du monde de 2001 à Madonna di Campiglio ( Italie) :
  -  Médaille d'argent en slalom parallèle.
  -  Médaille d'argent en slalom géant.
- Championnats du monde de 2003 à Kreischberg ( Autriche) :
  -  Médaille d'or en slalom parallèle.

### Coupe du monde de snowboard
- 3 petits globe de cristal :
  - Vainqueur du classement parallèle en 2000.
  - Vainqueur du classement parallèle slalom géant en 2000 et en 2002.
- 39 podiums dont 13 victoires.